# Projektor

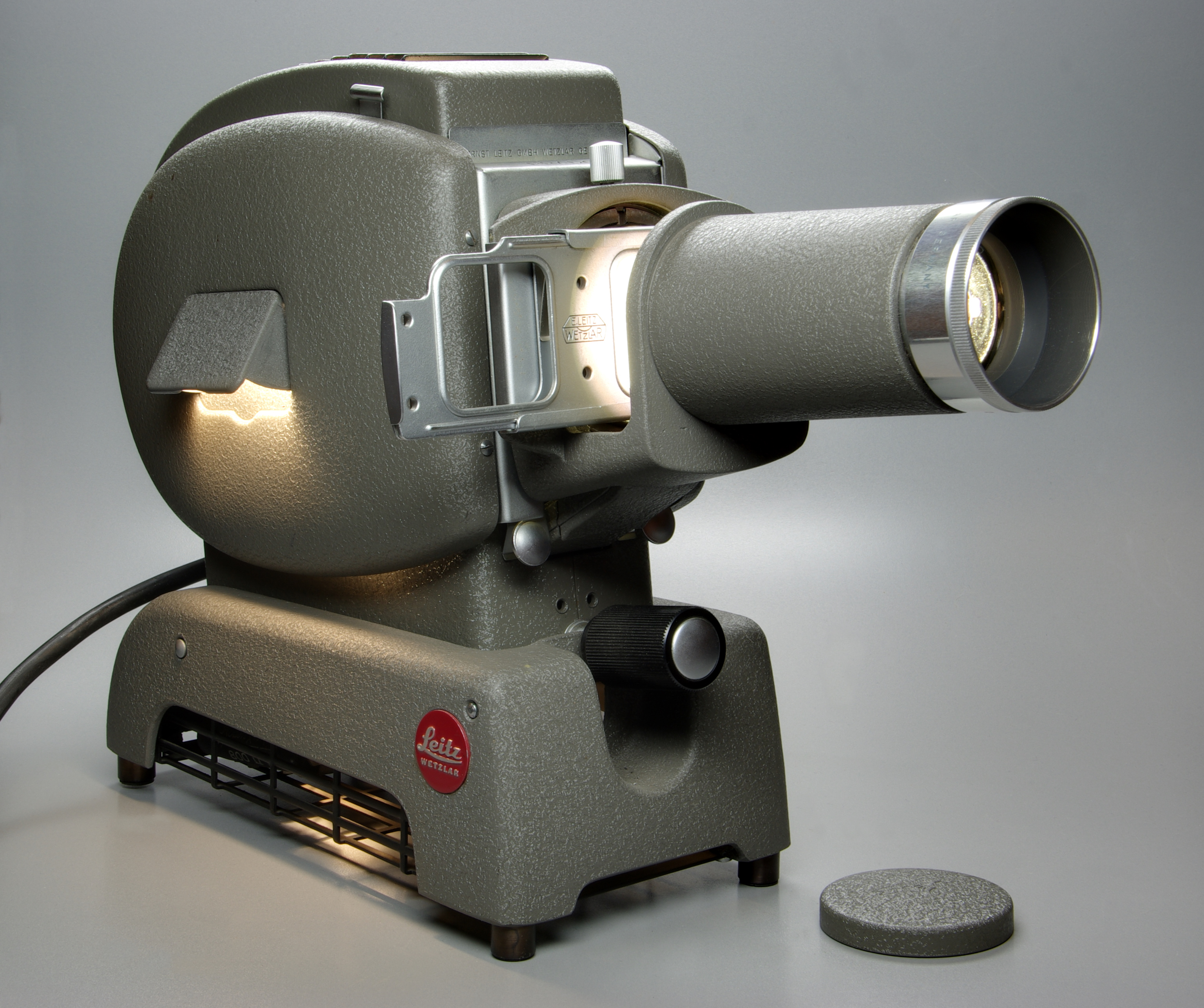
Leitz-Prado-diaprojektor med manuell diaväxling (1954)

Projektor är en apparat som används för att visa stora bilder genom att ett objektiv projicerar en belyst bild på en filmduk. Projektorn riktas mot en duk eller vägg och på den avtecknas bilden. Projektorer används  ibland som ersättning för bildskärmar till datorer. Filmprojektorer för rörliga bilder används på biografer,
En projektor avsedd för genomskinliga bilder kallas diaskop eller skioptikon, apparaten för ogenomskinliga bilder kallas episkop eller balloptikon medan epidiaskopet är en kombination av båda, det vill säga att apparaten kan arbeta som episkop eller som diaprojektor.
Det finns även overheadprojektorer, så kallade OH-projektorer eller stordiaprojektorer samt diaprojektorer för diabilder. 
Projektorns ljuskälla i förening med linser, och ofta även speglar, har till uppgift att belysa bilden, som skall projiceras, så kraftigt och jämnt som möjligt, medan ett projektionsobjektiv avbildar denna belysta bild på bildskärmen. Diaskopet och episkopet skiljer sig genom sättet för bildens belysning.